# Vilayet di Hüdavendigâr
Il vilayet di Hüdavendigâr (in turco: Vilâyet-i Hüdavendigâr), detto anche vilayet di Bursa, fu un vilayet dell'Impero ottomano nell'area dell'attuale Turchia.
Il nome derivava direttamente dalla capitale Hüdavendigâr che era il nome poetico della città di Bursa.

## Geografia antropica

### Suddivisioni amministrative
I sajak del vilayet di Hüdavendigâr nel XIX secolo erano:
1. sanjak di Bursa
2. sanjak di Ertuğrul (Bilecik)
3. sanjak di Kütahya
4. sanjak di Karahisar-i-Sarip (Afyonkarahisar)
5. sanjak di Karesi (Balıkesir)

## Composizione della popolazione
| Provenienza della popolazione residente (dati del 1914)) |         |
| Musulmani                                                | 474.114 |
| Greci                                                    | 74.927  |
| Armeni                                                   | 60.119  |